# 朱豹
朱豹（1481年—1533年），字子文，號青岡居士，直隸松江府上海縣人，軍籍，明朝政治人物。朱豹，明文豪，诗学中唐，以流丽清逸为主。著有朱福州集六卷，《四库总目》行于世。 明正德年间中进士后去浙江奉化任知县，后又调任余姚当知县，因政绩颇佳，又升任监察御史，专门考察官史，用现在的话就是国家组织部的部门负责人。后来又在军中任职，先去江西，又去福州主持军务，当是目前的大军区负责人了。该人刚正清廉，在福州时听说父去世，赤脚步行回家。在家从未乘轿子，与兄弟们亲密无间，又乐善好施。

## 生平
正德八年（1513年）癸酉科應天府鄉試第一百十一名舉人。正德十二年（1517年）中式丁丑科會試第二百九十一名，登第三甲第十六名進士。都察院观政，授浙江丽水县知县，旋改奉化县，十六年（1521年）调任餘姚縣，治餘姚不到六个月，应召北上，正德十六年（1521年）秋拜贵州道监察御史，奉敕清理江西军务，不久因病还家。嘉靖五年（1526年）还朝，改福建道监察御史，疏陳修省十事，同年巡按江西，六年出任福州府知府，九年六月丁父忧归。嘉靖十二年正月卒。著有《萬绿堂稿》、《淞野行稿》、《内台题草》、《洪城奏草》、《闽中雜稿》。

## 轶事

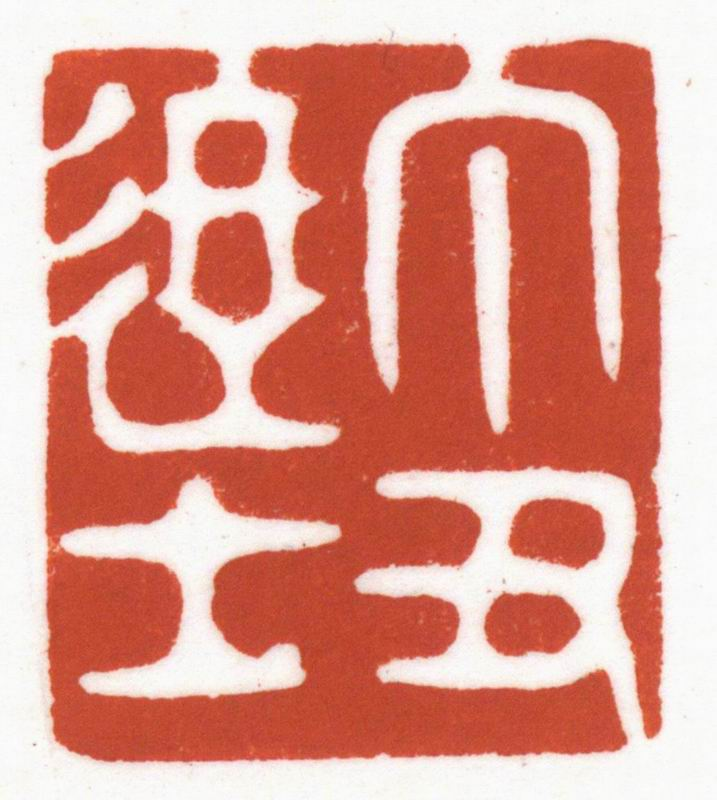
朱豹的“丁丑进士”印

朱豹任奉化知县時，正德十四年己卯（1519年）赴京入觐，与縣尉某同舟，夜里停泊于黄河口，邻边有商船，被百余人强盗围攻抢劫，縣尉子能挽十石弓，试其技，立毙二人，羣盗怒，放火焚烧朱豹等人的船只，朱豹被迫跳水逃生，顺流漂浮二十余里，如若有人帮助搀掖，直到抓住一艘船垂到水里的草绳，才停了下来，舟人发现后將他救起，
朱豹寒冷冻得不能说出话，焚烧莞蒻（蒲草）驱寒，久之乃苏。当时同舟烧死的有三十余人，縣尉烧的只剩了一堆灰烬。

## 家族
曾祖朱元振；祖父朱佑，曾任南昌府同知；父朱曜，曾任歲貢生。母張氏。具庆下。兄朱鲤。弟龍、蟾、鹿、獬、犀、驥。